# 군자맹
《군자맹》(君子盟)은 2023년 방송되었던 중국의 드라마이다.

## 줄거리
- 응조시기의 예부시랑 란각은 일 년 내내 조정의 분쟁을 중재하며 겉보기엔 온화하고 우아하지만 그 이면에는 사람들에게 알려지지 않은 과거가 숨겨져 있다. 한차례 비밀 작전 중에서 란각은 홀로 상경하여 탐정의 꿈을 좇는 소년 장병을 우연히 만나게 되고, 천진난만한 장병은 천재적인 추리력으로 사건을 해결하지만 란각의 치밀한 계획을 망쳐놓는다. 그 이후 신분 차이와 서로 다른 성격의 두 사람은 스승과 친구 사이로 호흡을 맞추면서 사건들을 직면하게 된다.

## 등장 인물
- 징보란 - 란각 역
- 쑹웨이룽 - 장병 역
- 구오청 - 진주 역
- 홍요 (洪尧) - 왕연 역
- 왕탁 (汪鐸) - 구청장 역
- 장서륜 (張舒淪) - 영선제 역
- 진창 (陳創) - 이피장 역
- 후동강 (侯桐江) - 사부 역
- 사열영 (師悦玲) - 태후 역
- 종효군 (宗曉軍) - 가부귀 역
- 왕선 (王瑄) - 아양 역
- 완거 (阮巨) - 지하 역
- 이태연 (李泰延) - 란임 역